# Comté de Hancock (Virginie-Occidentale)
Pour les articles homonymes, voir Comté de Hancock.
Le comté de Hancock est un comté des États-Unis situé dans l’État de Virginie-Occidentale. En 2013, la population était de 30 291 habitants. Son siège est New Cumberland. Le comté doit son nom à John Hancock, signataire de la déclaration d'indépendance des États-Unis. Le comté a été créé en 1848 à partir du comté de Brooke. C'est le plus petit comté de l'État et le comté situé le plus au nord.

## Principales villes
- Chester
- New Cumberland
- Weirton (la plus grande partie)